# Still in Hollywood
Still in Hollywood ist das sechste Album der US-amerikanischen Alternative-Rock-Band Concrete Blonde. Es handelt sich dabei um eine Non-Album-Kompilation, nämlich eine Zusammenstellung von B-Seiten, Live-Mitschnitten und einem Soundtrack-Titel.

## Titelliste
| Track | Titel                                              | Komponist                                                                         | Jahr | Länge | Ursprung                                                                    | Erstveröffentlichung                                                                   |
| ----- | -------------------------------------------------- | --------------------------------------------------------------------------------- | ---- | ----- | --------------------------------------------------------------------------- | -------------------------------------------------------------------------------------- |
| 1     | It'll Chew You Up and Spit You Out                 | Johnette Napolitano                                                               | 1986 | 4:34  | Alternativ-Version von Still in Hollywood                                   | US-Promo-CD, 1994; D: CD-Re-Release von Concrete Blonde, 2004                          |
| 2     | Everybody Knows                                    | Leonard Cohen, Sharon Robinson                                                    | 1990 | 4:43  | Leonard-Cohen-Cover                                                         | Soundtrack Pump Up the Volume: Music from the Original Motion Picture Soundtrack, 1990 |
| 3     | Free                                               | Johnette Napolitano                                                               | 1989 | 3:10  | Left-over vom Album Free                                                    | Maxi-Single Happy Birthday, 1989; auch auf Nachfolge-Maxi God Is a Bullet, 1989        |
| 4     | God Is a Bullet (live)                             | James Mankey, Johnette Napolitano                                                 | 1992 | 4:20  | Live-Mitschnitt aus The Vic Theatre, Chicago, 17. März 1991                 | CD-Single Walking in London, 1992                                                      |
| 5     | Probably Will                                      | Johnette Napolitano                                                               | 1992 | 2:51  | -                                                                           | CD-Single Someday, 1992                                                                |
| 6     | Mandocello                                         | Rick Nielsen                                                                      | 1994 | 4:21  | Cheap-Trick-Cover                                                           | CD-Single Mexican Moon, 1994                                                           |
| 7     | The Ship Song                                      | Nick Cave                                                                         | 1992 | 4:19  | Nick-Cave-and-the-Bad-Seeds-Cover                                           | CD-Single Ghost of a Texas Ladies' Man, 1992                                           |
| 8     | Joey (acoustic)                                    | Johnette Napolitano                                                               | 1994 | 4:07  | Akustik-Set für MTV Unplugged-Sendung                                       | auf Tonträger bisher unveröffentlicht                                                  |
| 9     | Little Wing                                        | Jimi Hendrix                                                                      | 1989 | 4:13  | Left-over vom Album Free                                                    | Maxi-Single God Is a Bullet, 1989                                                      |
| 10    | Roses Grow (live)                                  | Johnette Napolitano                                                               | 1990 | 3:08  | Live-Mitschnitt aus The Malibu Nightclub, Long Island, New York, ohne Datum | CD-Single Caroline, 1990                                                               |
| 11    | The Sky Is a Poisonous Garden (live)               | Bruce Moreland, Johnette Napolitano                                               | 1990 | 4:05  | Live-Mitschnitt aus The Malibu Nightclub, Long Island, New York, ohne Datum | CD-Single Caroline, 1990                                                               |
| 12    | Bloodletting (The Vampire Song) (extended version) | Johnette Napolitano                                                               | 1991 | 7:07  | Remix der Albumversion von Bloodletting (The Vampire Song)                  | CD-Single Ghost of a Texas Ladies' Man, 1992                                           |
| 13    | Simple Twist of Fate                               | Bob Dylan                                                                         | 1993 | 5:44  | Bob-Dylan-Cover                                                             | CD-Single Heal It Up, 1993                                                             |
| 14    | Side of the Road                                   | Johnette Napolitano                                                               | 1993 | 4:37  | -                                                                           | CD-Single Heal It Up, 1993                                                             |
| 15    | 100 Games of Solitaire                             | Johnette Napolitano, James Mankey (Angabe von CD-Single; Booklet: nur Napolitano) | 1992 | 3:36  | -                                                                           | CD-Single Someday, 1992                                                                |
| 16    | Tomorrow, Wendy (live)                             | Andy Prieboy                                                                      | 1990 | 4:28  | Live-Mitschnitt aus The Malibu Nightclub, Long Island, New York, ohne Datum | CD-Single Caroline, 1990                                                               |

## Bezüge zum Debütalbum
Zum Zeitpunkt des Erscheinens war die Band Concrete Blonde aufgelöst. Die hier versammelten raren Stücke sind eine Art Nachlieferung zur Komplettierung des Gesamtwerkes, dessen erster Markstein das selbstbetitelte Debüt ist. Still in Hollywood ist ein Song daraus. Die textlich abgewandelte Version It'll Chew You Up and Spit You Out eröffnet die Kompilation. Das Coverfoto von Concrete Blonde findet sich in der Mitte des Booklets wieder. Auf ihm ist die an einer Kreuzung in Hollywood posierende Band abgebildet. Das Hollywood-Sujet wurde als Konzept gewählt: Straßenschild, Neonreklame, Obdachloser und dazu passende Armuts-Indikatoren wie Discounter und Autowrack. Zudem ist die Typografie des Bandlogos, das aus verschmutzten Schreibmaschinentypen besteht, dem des Debüts nachempfunden.

## Rezeption
Die Internet-Plattform Allmusic vergab 3 von 5 möglichen Sternen.